# Pavel Černý (varhaník)
Pavel Černý (* 9. října 1970 v Praze) je český varhaník.

## Životopis
Studoval na Konzervatoři v Praze u prof. Jana Hory a na Hudební fakultě Akademie múzických umění Praha u doc. Jaroslava Tůmy. Účastnil se zahraničních mistrovských kurzů u Christopha Bosserta (D), Michela Bouvarda (FR), Hanse Haselböcka (A), Luigi F. Tagliaviniho (IT). V současnosti vyučuje varhanní hru na JAMU v Brně a HAMU v Praze, věnuje se ochraně historických varhan.

## Ocenění
- Vítězství na Varhanní soutěži v Opavě 1990
- Vítězství na Mezinárodní varhanní soutěži v Lublani (Slovinsko)
- První cena na soutěži Pražského jara 1994
- Premier Prix Českého hudebního fondu